# Мейер, Иоганн
Иоганн Каспар Петер Ме́йер (нем. Johann Peter Kaspar Meyer; 28 января 1800, Ганновер ― 6 января 1887, Дрезден) ― российский и немецкий купец и меценат. Почётный гражданин города Дрездена. Считается одним из основоположников социального жилищного строительства в Дрездене.

## Биография

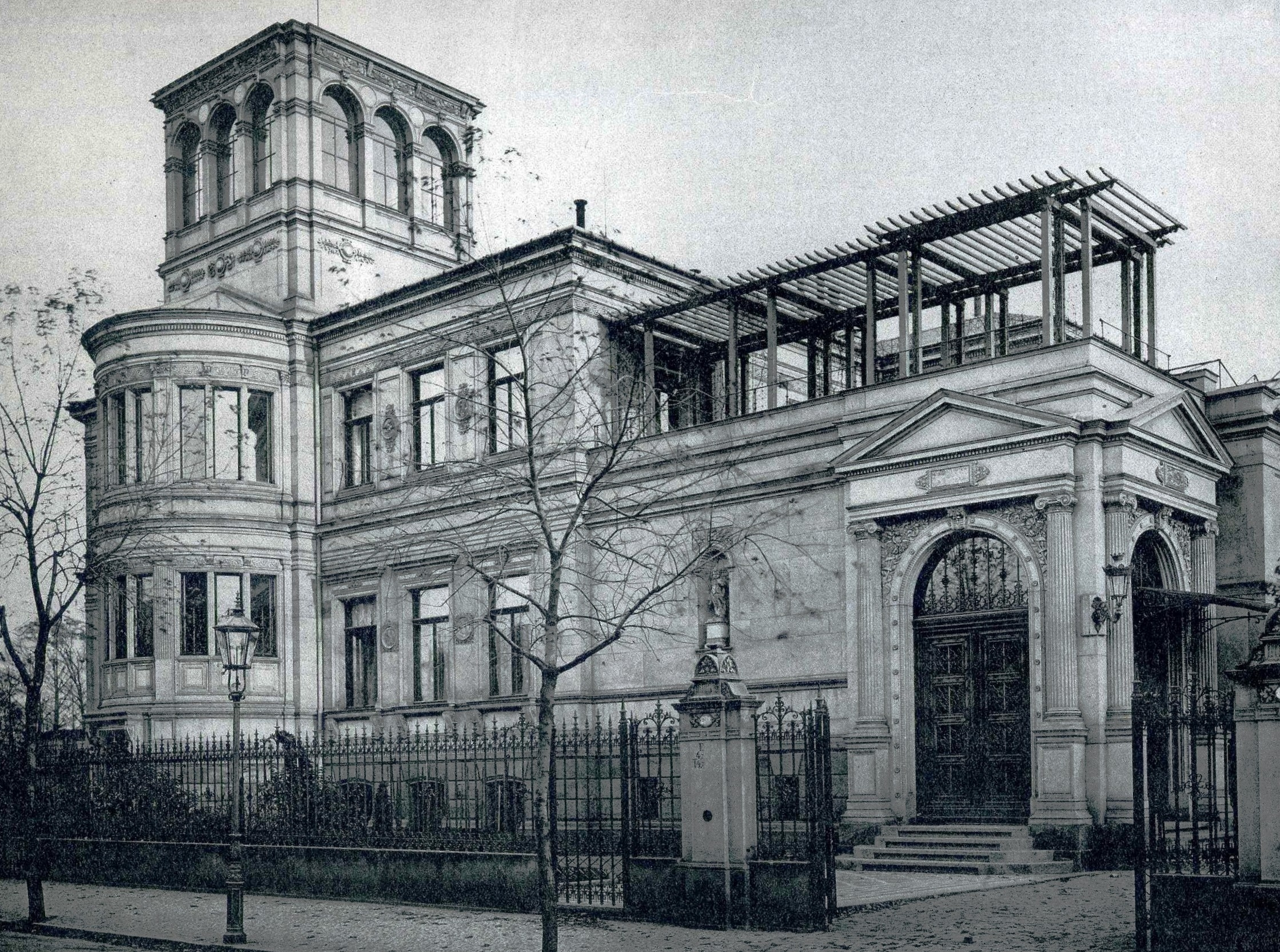
Вилла Иоганна Мейера в Дрездене (разрушена в 1945 году)

Иоганн Мейер родился 28 января 1800 года в Ганновере в бедной семье. Уже в детские годы он попал с родителями в Санкт-Петербург, где учился в Петришуле. Определился работать помощником купца и вскоре основал собственную фирму — «Иоганн Мейер». Главным образом он занимался продажей различных импортных товаров, и вскоре смог значительно разбогатеть. С этого времени за ним закрепилось прозвище «Русский Мейер».
В России он стал широко известен как соляной и хлопковый магнат (при том, что ранее доминирующее влияние на рынке хлопка в России традиционно имели англичане), а также как один из крупных соучредитель железных дорог.
В 1850 году Мейер покинул Россию и в 1856 году поселился в Дрездене, столице королевства Саксония, где построил себе виллу на пересечении Бойстштрассе и Паркштрассе, в которой и прожил всю свою оставшуюся жизнь. Здание было построено про проекту архитектора Германа Николаи в стиле итальянского неоренессанса; в 1945 году вилла была разрушена после налёта бомбардировщиков союзной авиации, а в 1952 году ― полностью снесена.
В 1860 году скончался сын Мейера, Людвиг Карл. Отец пожертвовал 10 тысяч духовенству на проведение поминального богослужения. С тех пор Мейер регулярно стал жертвовать деньги на различные благотворительные цели: стипендии для студентов, на содержание женской больницы, дома престарелых и др.
Начиная с 1865 года, он собирал произведения художников школы Фонтенбло и в конце концов собрал целую галерею, которая, скорее всего, заинтересовала Адольфа Ротермундта и Оскара Шмица. Ротермундт вдохновился примером Мейера и затем сам приобрёл большую коллекцию картин, которые вывесил в жилых помещениях своей виллы в Дрездене.
Скончался 6 января 1887 года и был похоронен в фамильной усыпальнице на кладбище у церкви Святой Троицы. Торжественную речь при захоронении произнёс суперинтендант Дрездена доктор Мейер.
На момент своей смерти пожертвовал свыше полумиллиона рейхсмарок на нужды различных государственных и общественных учреждений в городе. В 1872 году Мейер, узнав о большом притоке населения в город и нехватке жилья среди бедных слоёв населения, внёс 100 тысяч марок на строительство жилья для рабочих в квартале Хехтфиртель.
Иоганн Мейер также был учредителем благотворительного фонда, который продолжал свою деятельность и во времена Третьего рейха, просуществовав до 1950 года, после чего в ГДР имущество организации было национализировано.

## Семья
Супруга ― Доротея Августа Фейст (Auguste Dorothea Fehst; 18 февраля 1802, Таллинн ― 12 марта 1883, Дрезден), дочь Иоганна Филиппа Христиана Фейста (1766―1815) и Доротеи Штрейт ( 1772―1869). В семье было двое детей:
- Людвиг Карл Мейер (май 1833, Санкт-Петербург ― 22 апреля 1860, Дрезден). 12 июля 1858 в протестантской церкви в Москве женился на Адель Ватсон (1840―1896). Их внуки, в том числе Людвиг Адольф (1860―1930) были впоследствии возведены в баронское достоинство.
- Август Мейер (1843―1904), был женат на г-же Мюллер.

## Признание
1 мая 1866 года по случаю открытия нового здания гимназии Кройцшуле Иоганн Мейер, который сам пожертвовал большую сумму на её постройку, «в знак признания его благотворительности и заботы о просвещении народа», был удостоен звания почётного гражданина Дрездена. В честь Мейера была также названа улица в квартале Оппельфорштадт (ныне Хехтфиртель).